# 다함
다함은 대한민국의 가수다. 2021년 EP 《복정동》으로 데뷔했다.

## 방송
- 보컬플레이 2 (2019) - Top8(5위)

## 음반
- 보컬플레이 : 캠퍼스 뮤직 올림피아드 [학교 대표 지목전] PART 1 (2019)
- 복정동 (2021)